# Olympische Sommerspiele 1960/Basketball
Bei den Olympischen Spielen 1960 in Rom wurde ein Männerturnier im Basketball ausgetragen. Die Spiele fanden vom 26. August bis zum 10. September im Palazzo dello Sport und im Palazzetto dello Sport statt.

## Medaillen
| Platz | Land | Athleten |
| ----- | ---- | --- |
| 1     | USA  | Juy Arnette, Walter Bellamy, Robert Boozer, Terry Dischinger, Burdette Haldorson, Darrall Imhoff, Allen Kelley, Lester Lane, Jerry Lucas, Oscar Robertson, Adrian Smith, Jerry West                                                                     |
| 2     | URS  | Juri Kornejew, Jānis Krūmiņš, Guram Minaschwili, Aleksandr Petrow, Valdis Muižnieks, Cesar Osers, Albert Waltin, Gennadi Wolnow, Michail Semionow, Wladimir Ugrechelidse, Maigonis Valdmanis, Wiktor Subkow                                             |
| 3     | BRA  | Edson Bispo dos Santos, Moysés Blás, Waldemar Blatskauskas, Zenny de Azevedo, Carmo de Souza, Carlos Domingos Massoni, Waldir Boccardo, Wlamir Marques, Amaury Antônio Pasos, Fernando Pereira de Freitas, Antônio Salvador Sucar, Jatyr Eduardo Schall |

## Qualifikation und Spielplan

### Gesetzte Mannschaften
Beim fünften Basketballturnier der olympischen Geschichte meldeten erstmals so viele Mannschaften, dass eine Qualifikation notwendig war. Gesetzt wurden die besten sieben Mannschaften des Turniers von 1956. Dazu kamen Italien als Gastgeber, Japan als zweiter Vertreter Asiens, sowie Mexiko und Puerto Rico für Amerika.

### Qualifikationsturnier
Das Qualifikationsturnier um die verbleibenden fünf Plätze wurde vom 13. bis 20. August in Bologna ausgetragen. Es bewarben sich 18 Mannschaften, die zunächst in je zwei Vierer- und Fünfergruppen eingeteilt wurden. Die Gruppenspiele nahmen folgenden Verlauf:

Gruppe A: 1. Belgien (6 Punkte), 2. Kanada (5), 3. Deutschland (4), 4. Thailand (3)

Gruppe B: 1. Tschechoslowakei (8 Punkte), 2. Spanien (7), 3. Republik China (6), 4. Surinam (5), 5. Sudan (4)

Gruppe C: 1. Ungarn (6 Punkte), 2. Jugoslawien (5), 3. Österreich (4), 4. Großbritannien (3)

Gruppe D: 1. Polen (8 Punkte), 2. Israel (7), 3. Griechenland (6), 4. Schweiz (5). 5. Australien (4)

Die beiden Ersten jeder Gruppe qualifizierten sich für zwei Finalgruppen, wobei Ergebnisse untereinander aus der Vorrunde übernommen wurden. Platz 1 und 2 der Finalgruppen berechtigten zur Teilnahme am Olympiaturnier.

Finalgruppe A/B: 1. Tschechoslowakei (5 Punkte), 2. Spanien (5), 3. Belgien(5), 4. Kanada (3)

Finalgruppe C/D: 1. Jugoslawien (5 Punkte), 2. Ungarn (5), 3. Polen(5), 4. Israel (3)

Den fünften Qualifikationsplatz errang Polen durch einen Sieg mit 68:58 gegen Belgien im Duell der Gruppendritten. Platz sieben des Turniers sicherte sich Kanada mit einem 60:59 gegen Israel.
Surinam verpasste durch das Aus in der Vorrunde die Teilnahme am olympischen Turnier. Da auch der einzige weitere gemeldete Athlet des Landes Siegfried Esajas seinen Start im 800-m-Lauf verpasste, nahm Surinam schließlich nicht mit einem aktiven Wettkämpfer an den Spielen teil. Es wäre das olympische Debüt des Landes gewesen.

### Ablauf des olympischen Turniers
Die sechzehn Mannschaften des olympischen Turniers spielten in der Vorrunde in vier Gruppen gegeneinander. Die ersten beiden Mannschaften jeder Gruppe stiegen in die Runde der besten Acht auf, die anderen beiden Mannschaften in die Platzierungsrunde für die Plätze 9–16.

In der nun beginnenden zweiten Gruppenphase wurden die Mannschaften in die Gruppen so einsortiert, dass keine Mannschaft auf eine Mannschaft traf, auf die sie bereits in der Vorrunde getroffen war. Die ersten beiden Mannschaften dieser Gruppenphase stiegen nun in die Platzierungsgruppe 1–4 oder 9–12 auf, die anderen Mannschaften mussten in die Platzierungsgruppe 5–8 oder 13–16. Die Ergebnisse der zweiten Gruppenphase wurden in die Finalgruppe mitgenommen.

## Abschlussplatzierung
1. Vereinigte Staaten
2. Sowjetunion
3. Brasilien
4. Italien
5. Tschechoslowakei
6. Jugoslawien
7. Polen
8. Uruguay
9. Ungarn
10. Frankreich
11. Philippinen
12. Mexiko
13. Puerto Rico
14. Spanien
15. Japan
16. Bulgarien

## Ergebnisse

### Vorrunde

#### Gruppe A
| Mannschaft         | Spiele | Siege | Niederlagen |
| ------------------ | ------ | ----- | ----------- |
| Vereinigte Staaten | 3      | 3     | 0           |
| Italien            | 3      | 2     | 1           |
| Ungarn             | 3      | 1     | 2           |
| Japan              | 3      | 0     | 3           |

- Ungarn vs. Japan: 93-66
- Vereinigte Staaten vs. Italien: 88-54
- Vereinigte Staaten vs. Japan: 125-66
- Italien vs. Ungarn: 72-67
- Vereinigte Staaten vs. Ungarn: 107-63
- Italien vs. Japan: 100-92

#### Gruppe B
| Mannschaft       | Spiele | Siege | Niederlagen |
| ---------------- | ------ | ----- | ----------- |
| Tschechoslowakei | 3      | 2     | 1           |
| Jugoslawien      | 3      | 2     | 1           |
| Frankreich       | 3      | 1     | 2           |
| Bulgarien        | 3      | 1     | 2           |

- Jugoslawien vs. Bulgarien: 67-62
- Tschechoslowakei vs. Frankreich: 56-53
- Jugoslawien vs. Frankreich: 62-61
- Bulgarien vs. Tschechoslowakei: 75-69
- Tschechoslowakei vs. Jugoslawien: 76-64
- Frankreich vs. Bulgarien: 73-72

#### Gruppe C
| Mannschaft  | Spiele | Siege | Niederlagen |
| ----------- | ------ | ----- | ----------- |
| Brasilien   | 3      | 3     | 0           |
| UdSSR       | 3      | 2     | 1           |
| Mexiko      | 3      | 1     | 2           |
| Puerto Rico | 3      | 0     | 3           |

- UdSSR vs. Mexiko: 66-49
- Brasilien vs. Puerto Rico: 75-72
- Mexiko vs. Puerto Rico: 68-64
- Brasilien vs. UdSSR: 58-54
- Brasilien vs. Mexiko: 80-72
- UdSSR vs. Puerto Rico: 100-63

#### Gruppe D
| Mannschaft  | Spiele | Siege | Niederlagen |
| ----------- | ------ | ----- | ----------- |
| Uruguay     | 3      | 2     | 1           |
| Polen       | 3      | 2     | 1           |
| Philippinen | 3      | 1     | 2           |
| Spanien     | 3      | 1     | 2           |

- Polen vs. Philippinen: 86-68
- Spanien vs. Uruguay: 77-72
- Philippinen vs. Spanien: 84-82
- Uruguay vs. Polen: 76-72
- Uruguay vs. Philippinen: 80-76
- Polen vs. Spanien: 75-63

### Platzierungen 9–16

#### Pool III
| Mannschaft  | Spiele | Siege | Niederlagen |
| ----------- | ------ | ----- | ----------- |
| Ungarn      | 3      | 3     | 0           |
| Philippinen | 3      | 2     | 1           |
| Puerto Rico | 3      | 1     | 2           |
| Bulgarien   | 3      | 0     | 3           |

Bulgarien trat nicht mehr an und verlor alle Spiele kampflos.
- Philippinen vs. Puerto Rico: 82-80
- Ungarn vs. Puerto Rico: 84-80
- Ungarn vs. Philippinen: 81-70

#### Pool IV
| Mannschaft | Spiele | Siege | Niederlagen |
| ---------- | ------ | ----- | ----------- |
| Frankreich | 3      | 3     | 0           |
| Mexiko     | 3      | 2     | 1           |
| Spanien    | 3      | 1     | 2           |
| Japan      | 3      | 0     | 3           |

- Mexiko vs. Spanien: 80-66
- Frankreich vs. Japan: 101-63
- Mexiko vs. Japan: 76-57
- Frankreich vs. Spanien: 78-48
- Spanien vs. Japan: 66-64
- Frankreich vs. Mexiko: 91-62

#### Platzierung 13–16
Spaniens Sieg über Japan wurde mitgenommen.
| Mannschaft  | Spiele | Siege | Niederlagen |
| ----------- | ------ | ----- | ----------- |
| Puerto Rico | 3      | 3     | 0           |
| Spanien     | 3      | 2     | 1           |
| Japan       | 3      | 1     | 2           |
| Bulgarien   | 3      | 0     | 3           |

- Puerto Rico vs. Spanien: 75-65
- Puerto Rico vs. Japan: 93-73

#### Platzierung 9–12
Frankreichs Sieg über Mexiko und Ungarns Sieg über die Philippinen wurden mitgenommen.
| Mannschaft  | Spiele | Siege | Niederlagen |
| ----------- | ------ | ----- | ----------- |
| Ungarn      | 3      | 2     | 1           |
| Frankreich  | 3      | 2     | 1           |
| Philippinen | 3      | 1     | 2           |
| Mexiko      | 3      | 1     | 2           |

- Mexiko vs. Ungarn: 69-57
- Frankreich vs. Philippinen: 122-75
- Philippinen vs. Mexiko: 65-64
- Ungarn vs. Frankreich: 74-70

### Halbfinale

#### Pool I
| Mannschaft       | Spiele | Siege | Niederlagen |
| ---------------- | ------ | ----- | ----------- |
| Brasilien        | 3      | 3     | 0           |
| Italien          | 3      | 2     | 1           |
| Tschechoslowakei | 3      | 1     | 2           |
| Polen            | 3      | 0     | 3           |

- Brasilien vs. Italien: 78-75
- Tschechoslowakei vs. Polen: 88-75
- Brasilien vs. Polen: 77-68
- Italien vs. Tschechoslowakei: 77-70
- Italien vs. Polen: 74-68
- Brasilien vs. Tschechoslowakei: 85-78

#### Pool II
| Mannschaft         | Spiele | Siege | Niederlagen |
| ------------------ | ------ | ----- | ----------- |
| Vereinigte Staaten | 3      | 3     | 0           |
| UdSSR              | 3      | 2     | 1           |
| Jugoslawien        | 3      | 1     | 2           |
| Uruguay            | 3      | 0     | 3           |

- Vereinigte Staaten vs. Jugoslawien: 104-42
- UdSSR vs. Uruguay: 89-53
- UdSSR vs. Jugoslawien: 88-61
- Vereinigte Staaten vs. Uruguay: 108-50
- Jugoslawien vs. Uruguay: 94-83
- Vereinigte Staaten vs. UdSSR: 81-57

#### Platzierung 5–8
Der Sieg der Tschechoslowakei gegen Polen und Jugoslawiens Sieg über Uruguay wurden mitgenommen.
| Mannschaft       | Spiele | Siege | Niederlagen |
| ---------------- | ------ | ----- | ----------- |
| Tschechoslowakei | 3      | 3     | 0           |
| Jugoslawien      | 3      | 2     | 1           |
| Polen            | 3      | 1     | 2           |
| Uruguay          | 3      | 0     | 3           |

- Tschechoslowakei vs. Uruguay: 98-72
- Jugoslawien vs. Polen: 95-81
- Polen vs. Uruguay: 64-62
- Tschechoslowakei vs. Jugoslawien: 98-93

#### Finale
Die Ergebnisse aus den direkten Halbfinal-Duellen der Finalteilnehmer (USA – UdSSR 81:57 bzw. Brasilien – Italien 78:75) wurden in die Abschlusswertung miteinbezogen.
| Mannschaft         | Spiele | Siege | Niederlagen |
| ------------------ | ------ | ----- | ----------- |
| Vereinigte Staaten | 3      | 3     | 0           |
| UdSSR              | 3      | 2     | 1           |
| Brasilien          | 3      | 1     | 2           |
| Italien            | 3      | 0     | 3           |

- UdSSR vs. Brasilien: 64-62
- Vereinigte Staaten vs. Italien: 112-81
- UdSSR vs. Italien: 78-70
- Vereinigte Staaten vs. Brasilien: 90-63